# Копп, Йозеф
Йозеф Копп (нем. Joseph Kopp; 16 ноября 1788, Лоберг, Верхний Пфальц — 7 июля 1842, Эрланген, Средняя Франкония) — немецкий филолог-антиковед.

## Биография
Родился 16 ноября 1788 года в Лоберге, как ученик Христиана Якобса, посещал лицей в Мюнхене. С 1810 по 1812 годы, учился в Гейдельбергском университете, где его учителями были Август Бёк и Фридрих Крейцер. Впоследствии работал учителем в Мюнхене, а в 1819 году, был назначен профессором истории в местном лицеи. В 1827 году, был назначен профессором филологии в Университет Эрлангена — Нюрнберга, где познакомился с Фридрихом Рюккертом.

### Публикации
В 1826 году, издал произведения философа Дамаския под названием «Damascii philosophi Platonici Quaestiones de primis principiis». В 1831-34 году, публиковал свои рецензии на произведения Аристотеля, историков восточной литературы и историю философии. Был соавтором незавершенного словаря Аристотеля.